# اکستر مالبیز
اکستر مالبیز (به انگلیسی: Acaster Malbis) یک روستا و محله مدنی در بریتانیا است که در سیتی او یورک واقع شده‌است. اکستر مالبیز ۶۶۹ نفر جمعیت دارد.